# 孙柏秋
孙柏秋（1940年9月—），女，山东掖县人，生于吉林省吉林市，中国优生优育专家、政治人物，中国国民党革命委员会中央委员会原常务委员，中国计划生育协会理事，中国红十字会副会长，第六、七、八、九届全国政协委员。